# Galargues
Galargues is een gemeente in het Franse departement Hérault (regio Occitanie) en telt 519 inwoners (1999). De plaats maakt deel uit van het arrondissement Montpellier.

## Geografie
De oppervlakte van Galargues bedraagt 11,5 km², de bevolkingsdichtheid is 45,1 inwoners per km².
De onderstaande kaart toont de ligging van Galargues met de belangrijkste infrastructuur en aangrenzende gemeenten.

## Demografie
Onderstaande figuur toont het verloop van het inwonertal (bron: INSEE-tellingen).